# Ženski svet (revija)
Ženski svet (1923–1941) je bil tretji slovenski ženski list za Slovenko (1896–1902) in Jadranko (1921–1923). Kakor Slovenka je tudi Ženski svet začel izhajati v Trstu, a se je moral z letnikom 1929 preseliti v Ljubljano, kjer je izhajal do 1941. 

## Zgodovinske razmere
V začetku dvajsetega stoletja se je v okviru splošnega narodnega preporoda tudi v Trstu močno razvila društvena dejavnost, do katere so se italijanske oblasti vedle zelo različno, a v glavnem tolerantno. Kakor piše Lavo Čermelj, je v tej prvi dobi vladalo načelo o svobodi tiska, zato so oblasti vsaj uradno obsojale »neodgovorne elemente«, ki so vodili gonjo proti slovenskemu tisku in ki seveda niso bili nikoli odkriti. Prva svetovna vojna tega stanja ni veliko spremenila, a po njej so Italijani začeli zvračati sovraštvo, ki so ga čutili do Avstrijcev, na tržaške Slovence. Fašizem je z veliko lahkoto prodrl na Tržaško. Leta 1920 je bil požgan Narodni dom, kar pa ni prekinilo kulturne dejavnosti tržaških Slovencev. Še v začetku leta 1922 je delovalo na Tržaškem okoli 400 slovenskih kulturnih društev. Leta 1921 je začel izhajati ženski list Jadranka (upr. Marica Stepančič Gregorič) in naslednje leto se je v Gorici pojavila spet Slovenka, a oba časopisa sta po dogovoru nehala izhajati v letu 1923. Prva številka drugega letnika (1924) Ženskega sveta prinaša članek, ki poroča o združitvi treh listov.

## Nastanek in pomen revije
Osnovanje ženskega časopisa je bila ena od treh nalog, ki so si jih zadale ustanoviteljice Ženskega Dobrodelnega Udruženja. Pobudo za društvo sta dali Antonija Slavik in Milka Martelanc, ki sta razumeli potrebe žena v tistih težkih časih. Zato sta leta 1922 s pomočjo Amalije Hartmanove, Roze Ribičičeve, Pavle Hočevarjeve in Milke Mankočeve uredili tri odseke društva. Program je bil izredno obširen in za tiste čase neverjetno drzen. Prvi odsek Ženskega Dobrodelnega Udruženja je bil dobrodelnega značaja in je skrbel za zbiranje in razdeljevanje gmotne pomoči ter za organizacijo poletnih kolonij za otroke. Drugi odsek se je bavil predvsem z ročnimi deli, z organizacijo raznih tečajev in z razstavami. Tretji odsek je pa bil namenjen razvoju kulture, zato je imel nalogo pripravljati razna predavanja in izdajati ženski list. Tako je že januarja 1923 izšla prva številka Ženskega sveta.
Takoj je bilo razvidno, da list ni bil namenjen izobraženkam, temveč predvsem gospodinjam, kmeticam, delavkam, torej najširšemu sloju ženskega prebivalstva. Poudarjen je bil socialni namen lista in seveda nikjer ni bilo izrecno povedano, da želi časopis ohranjati narodno zavest in rabo materinega jezika, kar bi bilo povzročilo takojšnjo prepoved tiska. Vendar je bilo prav to neizrečeno poslanstvo eden od ciljev uredništva. Danes razumemo, da je uvodnik prve številke pravi manifest nekega strogo prikritega delovanja. Urednica Pavla Hočevarjeva in njene sodelavke se bodo morale vseskozi boriti na dveh frontah. Na eni strani proti revščini in zaostalosti bralk, na drugi strani proti raznarodovanju in asimilaciji s strani oblasti. Prav ta prikriti dvojni boj je velika zasluga Ženskega sveta, ki je v najtežjih letih izobraževal in podpiral tržaške Slovenke in Slovence. Zato je treba tudi gledati mimo sicer nizke leposlovne ravni revije, saj se je moralo ženstvo v dvajsetih letih preteklega stoletja spoprijeti z vse težjimi vprašanji.
Kot primer spretnosti, s katero je list poučeval svoje bralke, navajamo le eno od vprašanj, ki naj bi ga sicer postavila ena od bralk, a je verjetno le izgovor uredništva za posredovanje odgovora (februar–marec 1924).
Vprašanje: Pri nas žive ženske v veri, da sme mati nesti otroka iz hiše v mraku šele, ko je star 3 mesece. Pred to dobo pa ga mora ogrniti z moškim plaščem, kadar gre z njim v mraku ven. Tudi ne sme neblagoslovljena mati dati iz rok nobene reči drugi osebi, češ, da ji dotična vzame mleko. Celo v hlev ne sme stopiti žena, dokler ne gre v cerkev k »vpeljevanju«, sicer se zgodi kaka nesreča. Ali je kaj na tem?
Odgovor: Pri naših priprostih ljudeh slišimo kaj številna in različna pravila glede nege dojenčka. Čeprav je vse to le prazna vera, nam vendar dokazuje, za kako važno je smatrala naša prababica odgojo male dece. Posebno so čuvale novorojenčka prvega dežja in mraka. Pa tudi izobražene matere se boje nositi otroka v mraku zunaj, kar pa seveda ne škoduje, če je otrok vremenu primerno zavit. Da more doječa žena izgubiti mleko ali povzročiti nesrečo v hlevu, predno ni blagoslovljena, je istotako le prazna vera. Vendar nam je tudi to dokaz, kako silno uvažuje naš svet dojenje in kako ceni materinstvo, kateremu je po njegovem mnenju tudi božji blagoslov neobhodno potreben.

## Prvi letnik (1923)
Prva številka časopisa je zelo skromna, vsega le 24 strani. Uvodnik obsoja vojno in kliče k delu za »blagostanje celokupnega človeštva, kar je končni smoter vsakemu socialnemu pokretu«. Slovenske žene sicer niso še sposobne, da bi se »borile za politična prava žene«, ali zavedati se morajo, da »je ženstvo v prvi vrsti poklicano, da začrta vsakemu svojemu delu one smernice, ki vodijo k zbližanju narodov in k popolni odpravi vojne«.
Presunljiv je uvodnik oktobrske številke, kjer se slovenska mati obrača naravnost na italijansko mater, ker »gospodar naš« ne dovoli slovenskega jezika v šoli: »... Ali bo zmagala v mojem detetu ljubezen do mene ali strah pred tvojim sinom. Bode li silnejša ljubezen, tedaj bo moje dete sovražilo tvojo deco; bode li zmagal strah, izdalo bo dete mene. Izdajstvo nad rodno materjo – ali moreš to pojmiti ti, ki si vcepljala svoji deci tako živo ljubezen do sebe, do svoje domovine? Sovraštvo do tvoje dece – pomniš li še, v kaj se izlije mržnja med narodi?«
Ob koncu prvega letnika je štela revija že 2500 naročnic, od katerih je ena petina živela izven Primorske.

## Drugi letnik (1924)
Iz tega letnika je treba omeniti tri leposlovne članke Milčinskega, ki govori o svoji novorojeni hčerkici, saj so to morda edini prispevki brez tiste skrajne resnobe in zadržanosti, ki sicer preveva ves Ženski svet.

## Tretji letnik (1925)
S tem letnikom preide rubrika Razgovori iz zadnjih strani revije na prilogo, morda zato, ker je že postala tako važna, da jo je bilo treba malo prikriti oblastem.

## Četrti letnik (1926)
Iz tega leta je italijanski zakon o javnih manifestacijah, ki so morale biti predvidene v najpodrobnejši obliki in pravočasno predložene v odobritev oblastem. Seveda postane vsak najskromnejši sestanek slovenskih društev v Trstu »javna manifestacija« in je kot tak prepovedan. V tem težkem vzdušju tržaški Slovenci razumejo, kaj jim pomeni materni jezik. Ženski svet ni več samo revija za ženske, temveč eden od redkih slovenskih pojavov v vsakdanjem življenju.

## Peti letnik (1927)
Zbor tajnikov fašistične stranke obmejnih provinc uradno razpusti vsa slovenska kulturna društva. Pravica do obstoja se prizna samo izrazito političnim društvom. Avgustova številka Ženskega sveta je zadnja, ki jo izda Žensko Dobrodelno Udruženje. S septembrom beremo na platnici »Izdaja Konsorcij Ženski Svet v Trstu, za konsorcij odgovorna Milka Martelančeva«: gre torej za privatno iniciativo.

## Šesti letnik (1928)
Edino tržaško slovensko društvo, ki se je bilo pogumno opredelilo kot politična stranka, Edinost, je uradno razpuščeno z izrecno prepovedjo obnovitve. Slovenska govorica se v Italiji sliši samo še ponekod v cerkvi in slovenska pisana beseda je prava redkost. Ženski svet se v Trstu skrivoma predaja iz roke v roko. Veliko naročnic je iz Slovenije, saj jih je skupno s tržaškimi že preko 18.000.
Decembrska številka je zelo bogata. Namesto običajnih 32 strani obsega kar 56 strani in vsebuje zelo dobre članke. Na ta način se je Ženski svet poslovil od Trsta. Nikjer sicer ne piše, da bo list poslej izhajal v Ljubljani, a v uvodnem članku je Pavla Hočevarjeva, govoreč o domu, imela morda v mislih časopis, kateremu je bila ona sama pomagala na svet pred sedmimi leti:
»Le ob domačem ognjišču more človek postlati mehko zibelko novemu bitju, mu povedati svojo najsvetejšo besedo in mu izročiti svoje in božje poslanstvo.«